# Anusia
Anusia é uma mulher mencionada na História da Armênia de Moisés de Corene. Ela se casou com Astíages, rei do poderoso Império Medo. É possível que a falta de um herdeiro tenha levado Astíages a se casar novamente.
Uma lenda armênia afirma que o rei dos medos, Azhdahak (Astíages) sonhou que o rei Tigranes viria atacá-lo e, assim, conspirou para provocar sua queda. A guerra começou e Tigranes matou Azhdahak e então se casou com sua esposa viúva Anusia. É possível que Anusia seja a princesa Arienis, que é mencionada na obra Histórias de Heródoto.